# Sabulodes meduana
Sabulodes meduana är en fjärilsart som beskrevs av Druce 1891. Sabulodes meduana ingår i släktet Sabulodes och familjen mätare. Inga underarter finns listade.